# Gabriel Deblock
Pour les articles homonymes, voir Deblock.
Gabriel Deblock, né le 14 janvier 1935 à Ledringhem (Nord) et mort accidentellement le 3 janvier 2006 à Esquelbecq (Nord), est un homme politique français.

## Biographie
En 1975, il rencontre le prince Philip. Fils de Roger (sénateur du Nord), il est élu député du Nord du 28 mars 1993 au 21 avril 1997. De santé précaire, il décide de ne plus se représenter à ses différents mandats. Il fut maire d'Esquelbecq de 1971 à 1998 et conseiller général de Wormhout de 1985 à 1998. 

## Distinctions
- Chevalier de la Légion d'honneur
- Chevalier de l'ordre du Mérite agricole

## Hommage
- Une rue d'Esquelbecq porte son nom[2].